# Coppa Italia 2011-2012
La Coppa Italia 2011-2012 è stata la 65ª edizione della manifestazione calcistica. È iniziata il 6 agosto 2011 e si è conclusa il 20 maggio 2012.
La finale si è giocata per il quinto anno consecutivo allo Stadio Olimpico di Roma. La squadra vincitrice, ovvero il Napoli, si qualifica per l'Europa League dell'anno successivo, per la prima volta con accesso diretto alla fase a gironi.

## Formula
La formula della manifestazione è stata la stessa delle tre precedenti edizioni.
Partecipano tutte le 20 società di Serie A e tutte le 22 di Serie B. Ad esse si aggiungono 27 società selezionate dalla Lega Pro e 9 selezionate dal Comitato Interregionale della Lega Nazionale Dilettanti, per un totale di 78 club partecipanti.
La Lega Pro, fra le squadre che hanno ottenuto la regolare iscrizione ai campionati, ha selezionato così i propri club: i 4 retrocessi dalla Serie B 2010-2011, i 6 migliori non promossi in ciascuno dei due gironi della Prima Divisione 2010-2011 (incluso l'Alessandria successivamente retrocesso all'ultimo posto per illecito sportivo), i tre migliori in ciascuno dei tre gironi della Seconda Divisione 2010-2011 (i due promossi e il perdente della finale play-off). Dal momento che fra queste squadre sono già incluse le due finaliste della Coppa Italia Lega Pro 2010-2011, sono state ammesse una settima squadra dal Girone B della Prima Divisione 2010-2011 (in luogo della Juve Stabia promossa in Serie B) ed una quarta squadra dal Girone B della Seconda Divisione 2010-2011 (al posto del Carpi promosso in Prima Divisione).
La Lega Dilettanti ha selezionato un club per ciascun girone della Serie D 2010-2011, scelto scorrendo la classifica dal 2º posto in giù, senza tener conto dell'esito dei play-off.
La competizione è interamente ad eliminazione diretta. Con eccezione delle semifinali, tutti i turni si svolgono in gara unica, con eventuali tempi supplementari e calci di rigore. Le semifinali saranno invece disputate con gare di andata e ritorno, con il meccanismo delle coppe europee, ovvero in caso di pareggio dopo 180 minuti a passare il turno è la squadra che ha totalizzato il maggior numero di reti in trasferta; in caso di parità anche nei gol segnati fuori casa si procede con i tempi supplementari e i calci di rigore.
Le società di Lega Pro e Serie D entrano in gioco sin dal primo turno, quelle di Serie B dal secondo, 12 squadre di Serie A dal terzo, mentre le otto teste di serie esordiscono solo negli ottavi di finale. Il sorteggio del tabellone è stato effettuato il 27 luglio 2011 presso la sede della Lega Serie A a Milano. All'interno della propria fascia di ranking, a ciascuna squadra è assegnato un numero di tabellone tramite sorteggio, eccezion fatta per le squadre che entrano in gioco al terzo turno, il cui numero dipende dalla posizione in classifica nell'anno precedente.
Nei turni in partita unica usufruisce del fattore campo la squadra con il numero di tabellone più basso, mentre in semifinale si ha diritto invece a giocare il ritorno in casa.
Gli incontri Genoa-Bari e Cagliari-Siena del quarto turno sono state le prime partite nella storia del calcio italiano trasmesse in diretta rispettivamente su YouTube e Facebook.

## Squadre partecipanti

### Lega Serie A
Le 20 squadre
| - Atalanta - Bologna - Cagliari - Catania - Cesena | - Chievo - Fiorentina - Genoa - Inter * - Juventus * | - Lazio * - Lecce - Milan * - Napoli * - Novara | - Palermo * - Parma - Roma * - Siena - Udinese * |

Le squadre contrassegnate dall'asterisco sono già qualificate agli ottavi di finale.

### Lega Serie B
Le 22 squadre
| - AlbinoLeffe - Ascoli - Bari - Brescia - Cittadella - Crotone | - Empoli - Grosseto - Gubbio - Juve Stabia - Livorno - Modena | - Nocerina - Padova - Pescara - Reggina - Sampdoria - Sassuolo | - Torino - Varese - Verona - Vicenza |

### Lega Pro
Le 24 squadre di Prima Divisione
| - Avellino - Barletta - Benevento - Carpi - Carrarese - Como | - Feralpisalò - Foggia - Frosinone - Latina - Lumezzane - Piacenza | - Pisa - Portogruaro - Prato - Reggiana - Siracusa - Sorrento | - Spezia - Taranto - Trapani - Triestina - Tritium - Virtus Lanciano |

Le 3 squadre di Seconda Divisione
| - Alessandria - L’Aquila - Pro Patria |

### Lega Nazionale Dilettanti
Le 9 squadre di Serie D
| - Bacoli Sibilla Flegrea - Casertana - Castel Rigone - Pomigliano - Pontedera | - Saint-Christophe - Tamai - Teramo - Voghera |

## Date
| Fase        | Turno            | Andata                                           | Ritorno                                          |
| ----------- | ---------------- | ------------------------------------------------ | ------------------------------------------------ |
| Preliminari | 1º turno         | 6-7 agosto 2011                                  | 6-7 agosto 2011                                  |
| Preliminari | 2º turno         | 13-14 agosto 2011                                | 13-14 agosto 2011                                |
| Preliminari | 3º turno         | 20-21 agosto 2011                                | 20-21 agosto 2011                                |
| Preliminari | 4º turno         | 23-24-29-30 novembre 2011                        | 23-24-29-30 novembre 2011                        |
| Fase Finale | Ottavi di finale | 8-13 dicembre 2011 / 10-11-12-18-19 gennaio 2012 | 8-13 dicembre 2011 / 10-11-12-18-19 gennaio 2012 |
| Fase Finale | Quarti di finale | 24-25-26 gennaio 2012                            | 24-25-26 gennaio 2012                            |
| Fase Finale | Semifinali       | 8-9 febbraio 2012                                | 20-21 marzo 2012                                 |
| Fase Finale | Finale           | 20 maggio 2012 Roma (Stadio Olimpico)            | 20 maggio 2012 Roma (Stadio Olimpico)            |

## Calendario
Il tabellone è stato sorteggiato il 27 luglio 2011 nella sede della Lega Serie A a Milano.

### Turni preliminari

#### Primo turno
Si è disputato sabato 6 e domenica 7 agosto 2011 con la partecipazione dei 36 club di Lega Pro e LND (24 di Prima Divisione, 3 di Seconda Divisione e 9 di Serie D). Hanno giocato di diritto in casa le migliori 17 squadre di Prima Divisione (le 4 retrocesse dalla Serie B, le 12 che erano in Prima Divisione anche nel 2010-2011 ed una delle neopromosse dalla Seconda Divisione, ossia il Latina) più l'Alessandria (qualificato sul campo per la partecipazione ai play-off di Prima Divisione 2010-2011 ma poi retrocesso per illecito). Hanno fatto eccezione il Taranto (che ha giocato in trasferta contro il Feralpisalò per l'indisponibilità del proprio impianto), il Piacenza (che ha giocato a Fiorenzuola d'Arda) e lo Spezia (che ha giocato a Sarzana).
| Squadra 1       | Risultato       | Squadra 2              |
| --------------- | --------------- | ---------------------- |
| Reggiana        | 1 - 2           | Carpi                  |
| Sorrento        | 4 - 1           | Tamai                  |
| Pisa            | 3 - 0           | Bacoli Sibilla Flegrea |
| Piacenza        | 3 - 0           | Pontedera              |
| Alessandria     | 1 - 0           | Casertana              |
| Como            | 1 - 2           | Prato                  |
| Latina          | 0 - 1           | L’Aquila               |
| Triestina       | 2 - 0           | Voghera                |
| Virtus Lanciano | 1 - 2           | Castel Rigone          |
| Lumezzane       | 4 - 1           | Pro Patria             |
| Siracusa        | 1 - 0           | Teramo                 |
| Frosinone       | 3 - 0           | Pomigliano             |
| Barletta        | 0 - 1           | Carrarese              |
| Foggia          | 3 - 0           | Trapani                |
| Spezia          | 3 - 0           | Saint-Christophe       |
| Portogruaro     | 0 - 3           | Avellino               |
| Feralpisalò     | 1 - 2           | Taranto                |
| Benevento       | 1 - 1 (5-4 dtr) | Tritium                |

Note
1. ↑  Inversione di campo rispetto all'esito del sorteggio.

#### Secondo turno
Si è disputato sabato 13 e domenica 14 agosto 2011 con in lizza 40 squadre: i 22 club di Serie B e le 18 vincenti del primo turno (15 squadre di Prima Divisione, 2 di Seconda Divisione e, per la prima volta, 1 di Serie D, il Castel Rigone). Hanno giocato in casa di diritto le squadre cadette ad eccezione delle due neopromosse mediante play-off, ovvero Verona e Juve Stabia (che hanno giocato in trasferta gli unici due scontri diretti tra formazioni di Serie B).
| Squadra 1    | Risultato         | Squadra 2     |
| ------------ | ----------------- | ------------- |
| Padova       | 4 - 2             | Carpi         |
| Crotone      | 1 - 0             | Sorrento      |
| Cittadella   | 3 - 2 (dts)       | Pisa          |
| Empoli       | 4 - 1             | Piacenza      |
| Sampdoria    | 3 - 2 (dts)       | Alessandria   |
| Grosseto     | 3 - 2             | Prato         |
| Sassuolo     | 2 - 1             | Juve Stabia   |
| L.R. Vicenza | 1 - 2             | Verona        |
| Brescia      | 5 - 0             | L’Aquila      |
| Pescara      | 2 - 2 (11-12 dtr) | Triestina     |
| AlbinoLeffe  | 2 - 1             | Castel Rigone |
| Torino       | 1 - 0             | Lumezzane     |
| Livorno      | 3 - 1             | Siracusa      |
| Modena       | 4 - 0             | Frosinone     |
| Reggina      | 1 - 0             | Carrarese     |
| Nocerina     | 2 - 0             | Foggia        |
| Bari         | 1 - 0             | Spezia        |
| Varese       | 0 - 1             | Avellino      |
| Ascoli       | 3 - 1 (dts)       | Taranto       |
| Gubbio       | 2 - 2 (5-4 dtr)   | Benevento     |

#### Terzo turno
Si è disputato sabato 20 e domenica 21 agosto 2011 con 32 squadre in lizza: 12 club di Serie A e le 20 vincenti del secondo turno (18 squadre di Serie B e 2 di Prima Divisione). In ognuno dei 16 incontri aveva diritto a giocare in casa la squadra di categoria superiore. Nel caso dei tre scontri diretti tra squadre di Serie B, il Sassuolo ha ospitato il Verona in quanto quest'ultimo è una delle due neopromosse mediante play-off, mentre in Empoli-Sampdoria e Modena-Reggina ha deciso il sorteggio di inizio stagione. L'incontro Cesena-Ascoli si è disputato a Serravalle, nella Repubblica di San Marino, per l'indisponibilità dello Stadio Dino Manuzzi di Cesena (lavori di rifacimento del nuovo manto in erba sintetica).
| Squadra 1  | Risultato       | Squadra 2   |
| ---------- | --------------- | ----------- |
| Bologna    | 2 - 1           | Padova      |
| Lecce      | 0 - 2           | Crotone     |
| Fiorentina | 2 - 1           | Cittadella  |
| Empoli     | 2 - 1           | Sampdoria   |
| Parma      | 4 - 1           | Grosseto    |
| Sassuolo   | 3 - 3 (2-4 dtr) | Verona      |
| Catania    | 2 - 1           | Brescia     |
| Novara     | 4 - 0           | Triestina   |
| Cagliari   | 5 - 1           | AlbinoLeffe |
| Siena      | 1 - 0           | Torino      |
| Chievo     | 1 - 0           | Livorno     |
| Modena     | 2 - 1           | Reggina     |
| Genoa      | 4 - 3           | Nocerina    |
| Bari       | 4 - 0           | Avellino    |
| Cesena     | 1 - 0 (dts)     | Ascoli      |
| Atalanta   | 3 - 4           | Gubbio      |

#### Quarto turno
L'ultimo turno preliminare si è disputato tra mercoledì 23, giovedì 24, martedì 29 e mercoledì 30 novembre 2011. In lizza le 16 vincenti del terzo turno (10 squadre di Serie A e 6 di Serie B). Hanno giocato di diritto in casa le squadre di massima serie, tranne le neopromosse Novara e Siena che hanno disputato in trasferta gli unici scontri diretti tra club del massimo campionato.
| Squadra 1  | Risultato   | Squadra 2 |
| ---------- | ----------- | --------- |
| Bologna    | 4 - 2       | Crotone   |
| Fiorentina | 2 - 1       | Empoli    |
| Parma      | 0 - 2       | Verona    |
| Catania    | 2 - 3       | Novara    |
| Cagliari   | 1 - 2       | Siena     |
| Chievo     | 3 - 0       | Modena    |
| Genoa      | 3 - 2 (dts) | Bari      |
| Cesena     | 3 - 0       | Gubbio    |

### Fase finale

#### Ottavi di finale
Sono entrati in lizza gli ultimi 8 club di Serie A (quelli partecipanti alle coppe europee più la Juventus in quanto prima esclusa dalle competizioni internazionali). Queste squadre (fra cui è compresa anche l'Inter detentrice del trofeo) hanno giocato di diritto in casa contro le vincenti del quarto turno (fra le quali era ancora in lizza una squadra di Serie B, il Verona). Gli ottavi di finale si sono disputati tra giovedì 8 e martedì 13 dicembre 2011, quindi martedì 10, mercoledì 11, giovedì 12, mercoledì 18 e giovedì 19 gennaio 2012.
| Squadra 1 | Risultato       | Squadra 2  |
| --------- | --------------- | ---------- |
| Juventus  | 2 - 1 (dts)     | Bologna    |
| Roma      | 3 - 0           | Fiorentina |
| Lazio     | 3 - 2           | Verona     |
| Milan     | 2 - 1 (dts)     | Novara     |
| Palermo   | 4 - 4 (0-3 dtr) | Siena      |
| Udinese   | 1 - 2           | Chievo     |
| Inter     | 2 - 1           | Genoa      |
| Napoli    | 2 - 1           | Cesena     |

#### Quarti di finale
Si sono disputati martedì 24, mercoledì 25 e giovedì 26 gennaio 2012 tra le vincenti degli ottavi di finale. Il fattore campo è stato quello predeterminato per sorteggio ad inizio stagione, ad eccezione di Chievo-Siena (unica partita che ha visto in campo formazioni non teste di serie) dove i toscani hanno giocato in trasferta in quanto neopromossi in Serie A.
| Squadra 1 | Risultato | Squadra 2 |
| --------- | --------- | --------- |
| Juventus  | 3 - 0     | Roma      |
| Milan     | 3 - 1     | Lazio     |
| Chievo    | 0 - 1     | Siena     |
| Napoli    | 2 - 0     | Inter     |

#### Semifinali
Le vincenti dei quarti di finale si sono sfidate nell'unico turno della manifestazione basato sul doppio confronto. Le gare di andata hanno avuto luogo mercoledì 8 e giovedì 9 febbraio 2012, quelle di ritorno martedì 20 e mercoledì 21 marzo 2012. Il Siena ha giocato l'andata in casa in quanto unica formazione non testa di serie rimasta in corsa (nell'altra semifinale l'ordine dei campi è stato quello prestabilito dal sorteggio).
| Squadra 1 | Totale | Squadra 2 | Andata | Ritorno     |
| --------- | ------ | --------- | ------ | ----------- |
| Milan     | 3 - 4  | Juventus  | 1 - 2  | 2 - 2 (dts) |
| Siena     | 2 - 3  | Napoli    | 2 - 1  | 0 - 2       |

#### Finale
La finale si è disputata per il quinto anno consecutivo in gara unica allo Stadio Olimpico di Roma. L'incontro è stato giocato domenica 20 maggio 2012.
Il Napoli è riuscito a infliggere alla Juventus la sua unica sconfitta stagionale nell'ultima partita in bianconero del capitano Alessandro Del Piero. Grazie a questa vittoria, il Napoli, che pure in questa partita vedeva l'addio di uno degli idoli della tifoseria partenopea, Ezequiel Lavezzi, ritorna a vincere la Coppa Italia e un trofeo rispettivamente a distanza di 25 e 22 anni.
| Arbitro: | Brighi (Cesena) |

|  |           |                              |
|  | Marcatori | 63’ (rig.) Cavani 83’ Hamšík |

| Juventus | Napoli |

##### Formazioni
| Juventus (3-5-2) |    |                          |     |     |
|                  |    |                          |     |     |
| POR              | 30 | Marco Storari            | 62’ |     |
| DC               | 15 | Andrea Barzagli          |     |     |
| DC               | 19 | Leonardo Bonucci         |     |     |
| DC               | 4  | Martín Cáceres           |     |     |
| ED               | 26 | Stephan Lichtsteiner     |     | 68’ |
| MED              | 21 | Andrea Pirlo             |     |     |
| CEN              | 22 | Arturo Vidal             |     |     |
| CEN              | 8  | Claudio Marchisio        | 40’ |     |
| ES               | 28 | Marcelo Estigarribia     |     |     |
| ATT              | 10 | Alessandro Del Piero (C) |     | 68’ |
| ATT              | 23 | Marco Borriello          | 64’ | 72’ |
| A disposizione:  |    |                          |     |     |
| POR              | 1  | Gianluigi Buffon         |     |     |
| ED               | 7  | Simone Pepe              |     | 68’ |
| CEN              | 20 | Simone Padoin            |     |     |
| CEN              | 24 | Emanuele Giaccherini     |     |     |
| ATT              | 14 | Mirko Vučinić            |     | 68’ |
| ATT              | 18 | Fabio Quagliarella       | 90’ | 72’ |
| ATT              | 32 | Alessandro Matri         |     |     |
| Allenatore:      |    |                          |     |     |
| Antonio Conte    |    |                          |     |     |

| Napoli (3-4-2-1) |    |                     |     |       |
|                  |    |                     |     |       |
| POR              | 1  | Morgan De Sanctis   | 80’ |       |
| DC               | 14 | Hugo Campagnaro     |     |       |
| DC               | 28 | Paolo Cannavaro (C) | 56’ |       |
| DC               | 6  | Salvatore Aronica   |     |       |
| ED               | 11 | Christian Maggio    |     |       |
| CEN              | 20 | Blerim Džemaili     | 54’ |       |
| CEN              | 88 | Gökhan Inler        |     |       |
| ES               | 18 | Juan Camilo Zúñiga  |     |       |
| TRQ              | 17 | Marek Hamšík        |     | 85’   |
| TRQ              | 22 | Ezequiel Lavezzi    |     | 72’   |
| ATT              | 7  | Edinson Cavani      |     | 90+2’ |
| A disposizione   |    |                     |     |       |
| POR              | 83 | Antonio Rosati      |     |       |
| DIF              | 2  | Gianluca Grava      |     |       |
| DIF              | 21 | Federico Fernández  |     |       |
| DIF              | 85 | Miguel Ángel Britos |     | 90+2’ |
| ES               | 8  | Andrea Dossena      |     | 85’   |
| ATT              | 16 | Eduardo Vargas      |     |       |
| TRQ              | 29 | Goran Pandev        |     | 72’   |
| Allenatore:      |    |                     |     |       |
| Walter Mazzarri  |    |                     |     |       |

## Tabellone (dagli ottavi)
|  | Ottavi di finale | Ottavi di finale |   |          | Quarti di finale | Quarti di finale |  |       | Semifinali | Semifinali | Semifinali | Semifinali |  |          | Finale | Finale |
|  |                  |                  |   |          |                  |                  |  |       |            |            |            |            |  |          |        |        |
|  | Milan (dts)      | 2                |   |          |                  |                  |  |       |            |            |            |            |  |          |        |        |
|  | Novara           | 1                |   |          |                  |                  |  |       |            |            |            |            |  |          |        |        |
|  | Novara           | 1                |   | Milan    | 3                |                  |  |       |            |            |            |            |  |          |        |        |
|  |                  |                  |   | Milan    | 3                |                  |  |       |            |            |            |            |  |          |        |        |
|  |                  | Lazio            | 1 |          |                  |                  |  |       |            |            |            |            |  |          |        |        |
|  | Lazio            | Lazio            | 1 | 3        |                  |                  |  |       |            |            |            |            |  |          |        |        |
|  | Lazio            |                  |   | 3        |                  |                  |  |       |            |            |            |            |  |          |        |        |
|  | Verona           | 2                |   |          |                  |                  |  |       |            |            |            |            |  |          |        |        |
|  | Verona           | 2                |   |          |                  |                  |  | Milan | 1          | 2          | 3          |            |  |          |        |        |
|  |                  |                  |   |          |                  |                  |  | Milan | 1          | 2          | 3          |            |  |          |        |        |
|  |                  | Juventus (dts)   | 2 | 2        | 4                |                  |  |       |            |            |            |            |  |          |        |        |
|  | Juventus (dts)   | Juventus (dts)   | 2 | 2        | 4                | 2                |  |       |            |            |            |            |  |          |        |        |
|  | Juventus (dts)   |                  |   |          |                  | 2                |  |       |            |            |            |            |  |          |        |        |
|  | Bologna          | 1                |   |          |                  |                  |  |       |            |            |            |            |  |          |        |        |
|  | Bologna          | 1                |   | Juventus | 3                |                  |  |       |            |            |            |            |  |          |        |        |
|  |                  |                  |   | Juventus | 3                |                  |  |       |            |            |            |            |  |          |        |        |
|  |                  | Roma             | 0 |          |                  |                  |  |       |            |            |            |            |  |          |        |        |
|  | Roma             | Roma             | 0 | 3        |                  |                  |  |       |            |            |            |            |  |          |        |        |
|  | Roma             |                  |   | 3        |                  |                  |  |       |            |            |            |            |  |          |        |        |
|  | Fiorentina       | 0                |   |          |                  |                  |  |       |            |            |            |            |  |          |        |        |
|  | Fiorentina       | 0                |   |          |                  |                  |  |       |            |            |            |            |  | Juventus | 0      |        |
|  |                  |                  |   |          |                  |                  |  |       |            |            |            |            |  | Juventus | 0      |        |
|  |                  | Napoli           | 2 |          |                  |                  |  |       |            |            |            |            |  |          |        |        |
|  | Udinese          | Napoli           | 2 | 1        |                  |                  |  |       |            |            |            |            |  |          |        |        |
|  | Udinese          |                  |   | 1        |                  |                  |  |       |            |            |            |            |  |          |        |        |
|  | Chievo           | 2                |   |          |                  |                  |  |       |            |            |            |            |  |          |        |        |
|  | Chievo           | 2                |   | Chievo   | 0                |                  |  |       |            |            |            |            |  |          |        |        |
|  |                  |                  |   | Chievo   | 0                |                  |  |       |            |            |            |            |  |          |        |        |
|  |                  | Siena            | 1 |          |                  |                  |  |       |            |            |            |            |  |          |        |        |
|  | Palermo          | Siena            | 1 | 4 (0)    |                  |                  |  |       |            |            |            |            |  |          |        |        |
|  | Palermo          |                  |   | 4 (0)    |                  |                  |  |       |            |            |            |            |  |          |        |        |
|  | Siena (dtr)      | 4 (3)            |   |          |                  |                  |  |       |            |            |            |            |  |          |        |        |
|  | Siena (dtr)      | 4 (3)            |   |          |                  |                  |  | Siena | 2          | 0          | 2          |            |  |          |        |        |
|  |                  |                  |   |          |                  |                  |  | Siena | 2          | 0          | 2          |            |  |          |        |        |
|  |                  | Napoli           | 1 | 2        | 3                |                  |  |       |            |            |            |            |  |          |        |        |
|  | Napoli           | Napoli           | 1 | 2        | 3                | 2                |  |       |            |            |            |            |  |          |        |        |
|  | Napoli           |                  |   |          |                  | 2                |  |       |            |            |            |            |  |          |        |        |
|  | Cesena           | 1                |   |          |                  |                  |  |       |            |            |            |            |  |          |        |        |
|  | Cesena           | 1                |   | Napoli   | 2                |                  |  |       |            |            |            |            |  |          |        |        |
|  |                  |                  |   | Napoli   | 2                |                  |  |       |            |            |            |            |  |          |        |        |
|  |                  | Inter            | 0 |          |                  |                  |  |       |            |            |            |            |  |          |        |        |
|  | Inter            | Inter            | 0 | 2        |                  |                  |  |       |            |            |            |            |  |          |        |        |
|  | Inter            |                  |   | 2        |                  |                  |  |       |            |            |            |            |  |          |        |        |
|  | Genoa            | 1                |   |          |                  |                  |  |       |            |            |            |            |  |          |        |        |

## Classifica marcatori
| Gol | Rigori |  | Giocatore           | Squadra    |
| --- | ------ |  | ------------------- | ---------- |
| 5   | 2      |  | Edinson Cavani      | Napoli     |
| 4   | 1      |  | Giuseppe Greco      | Modena     |
| 3   |        |  | Luigi Castaldo      | Nocerina   |
| 3   |        |  | Alessio Cerci       | Fiorentina |
| 3   |        |  | Niccolò Giannetti   | Gubbio     |
| 3   |        |  | Simone Guerra       | Piacenza   |
| 3   | 2      |  | Josip Iličić        | Palermo    |
| 3   |        |  | Roberto Inglese     | Lumezzane  |
| 3   |        |  | Joaquín Larrivey    | Cagliari   |
| 3   |        |  | Riccardo Meggiorini | Novara     |
| 3   |        |  | Reginaldo           | Siena      |